# Tenacitet
Tenacitet är begrepp för textilier som avser töjningshållfasthet, förmåga att motstå förlängning då något utsätts för dragpåkänning. En annan definition är seghet mot sträckning.
Termen tillämpas exempelvis på sytråd, som inte töjer sig under tillverkning och användning av det föremål där den töjningshållfasta tråden ingår.
Tenaciteten för sytråd mäts i enheten cN/tex, där tex är ett mått på grovleken av en textiltråd, definierad som vikten i gram av en 1 km lång tråd. (Tex ersätter det äldre måttet denier. Om garnnummer se vidare: Tråd.)
Med högstyrkegarn  menas tråd med följande gränsvärden för tenacitet: 
| Material                  | Minsta tenacitet (cN/tex) |
| ------------------------- | ------------------------- |
| Polyamid eller polyester: |                           |
| 1 enkelt garn             | 60                        |
| Tvinnat med 2 garn        | 53                        |
| Viskos (konstsilke):      |                           |
| Tvinnat med 2 garn        | 27                        |

Motsatsen till högstyrkegarn är enligt tulltaxans nomenklatur töjfibergarn.